# カルロス・サンブラーノ
カルロス・アウグスト・サンブラーノ・オチャンダルテ（Carlos Augusto Zambrano Ochandarte、1989年7月10日 - ）は、ペルー・カヤオ出身のサッカー選手。アリアンサ・リマ所属。ポジションはディフェンダー（センターバック）。

## 経歴

### クラブ
2006年にシャルケ04の下部組織に入団し、キャプテンを務めた。かつてインテルで活躍したルシオに比較されるようなアグレッシブな守備で評価を得て、2007年に下部組織からトップチームへ昇格した。
2010年7月10日、FCザンクトパウリへ移籍。このチームでブンデスリーガでの初得点を記録している。
2012年8月17日、アイントラハト・フランクフルトへ移籍。

### 代表
2008年の3月26日、コスタリカとの国際親善試合でペルー代表(A代表)としてデビューし、初のA代表出場ながら開始45分にゴールを決めた。
コパ・アメリカ2011のメンバーとしても招集されたが出場機会は無かった。
2014 FIFAワールドカップ・南米予選では、アルゼンチンから先制点を挙げた。

## 個人成績

### 代表での得点
| # | 開催日        | 開催地             | 対戦国       | 結果 | 大会                              |
| - | ------------- | ------------------ | ------------ | ---- | --------------------------------- |
| 1 | 2008年3月26日 | イキトス           | コスタリカ   | 3-1  | 国際親善試合                      |
| 2 | 2012年9月11日 | リマ               | アルゼンチン | 1-1  | 2014 FIFAワールドカップ・南米予選 |
| 3 | 2013年9月10日 | プエルト･ラ･クルス | ベネズエラ   | 2-3  | 2014 FIFAワールドカップ・南米予選 |
| 4 | 2014年9月4日  | ドバイ             | イラク       | 2-0  | 国際親善試合                      |